# Andrena monogonoparia
Andrena monogonoparia là một loài Hymenoptera trong họ Andrenidae. Loài này được Viereck mô tả khoa học năm 1917.